# Riftie hlubinná
Riftie hlubinná (Riftia pachyptila), někdy nazývaná bradatice, je hlubokomořský kroužkovec ze skupiny vláknonošců a jediný zástupce rodu riftie. Riftia pachyptila žije na dně Tichého oceánu v temnotě v hloubce přes 1,6 km v okolí tzv. černých kuřáků (black smokers). Riftie snášejí mimořádně vysoké teploty okolní vody a vysokou koncentraci síry. Dorůstají délky až 3 metrů a tloušťky kolem 5 cm, jsou tedy největšími žijícími kroužkovci.

## Anatomie a fyziologie
Dlouhé červovité tělo riftií je zakončeno červeným koncem, který slouží k výměně plynů, zejména sirovodíku, oxidu uhličitého, kyslíku a podobně. Velká část těla je krytá v bílých rourkách. Nemá trávicí soustavu, základní živiny se přivádějí do těla do specializovaného orgánu, trofozomu, který obsahuje symbiotické bakterie. Ty pak mohou tvořit až polovinu hmotnosti celé riftie a mění chemosynteticky (oxidací sulfanu) plyny přijaté z vody na organické látky. Tento proces objevila jako první Colleen Cavanaugh.
Červená barva riftií je způsobená specializovanými molekulami hemoglobinu. Riftia musela vyřešit problém, že musí dopravovat do trofozomu nejen kyslík, ale i sirovodík. Aby se neotrávila sulfanem, který má u normálního hemoglobinu „přednost“, má dva druhy hemoglobinu. První „velký hemoglobin“ váže kyslík, druhý „malý hemoglobin“ obsahuje 12 atomů zinku a váže sulfan..